# Liliana Colanzi
Liliana Colanzi Serrate (Santa Cruz, 27 de marzo de 1981) es una escritora, editora y periodista boliviana.

## Trayectoria
Estudió Comunicación Social en la UPSA de Santa Cruz. Tiene una maestría en Estudios Latinoamericanos por la Universidad de Cambridge. Es doctora en Literatura Comparada por la Universidad de Cornell. Actualmente es profesora de literatura latinoamericana en la Universidad de Cornell.
En 2009 fue coeditora de Conductas erráticas y en 2013 editó la mini-antología de cuento Mesías.
Ganó el Premio Internacional de Literatura Aura Estrada 2015, galardón otorgado a escritoras menores de 35 años que escriban en español y residen en México o Estados Unidos.
En 2017 fue finalista del Premio Hispanoamericano de Cuento Gabriel García Márquez con su libro Nuestro mundo muerto. Ese año fue elegida entre los 39 escritores latinoamericanos menores de 40 años más destacados por el Hay Festival Cartagena, Bogotá39.
Trabajó como periodista en varios medios impresos como el Deber, El Nuevo Día y Número Uno. Textos suyos han aparecido en medios como El País, Letras Libres, Americas Quarterly, The White Review, El Desacuerdo y Etiqueta Negra.   
En 2017 comienza su proyecto editorial Dum Dum Editora con la novela Eisejuaz de la escritora argentina Sara Gallardo.
En 2022 gana el Premio de Narrativa Breve Ribera del Duero, en el que un jurado presidido por Rosa Montero consideró que su libro de cuentos, Ustedes brillan en lo oscuro, era el libro ganador, entre casi mil postulaciones.

## Obras

### Cuentos
- Vacaciones permanentes (2010)
- La ola (2014)
- Nuestro mundo muerto (2016)
- Ustedes brillan en lo oscuro (2022)

### Ensayo
- La Desobediencia: Antología de ensayo feminista (2019)[10]